# ペイレスイメージズ
ペイレスイメージズ（Paylessimages）は、写真・イラスト素材を販売しているサイト。東京都渋谷区に本社を置く、ペイレスイメージズ株式会社が運営している。

## ペイレスイメージズ株式会社について

### 沿革
- 2007年1月- 山田 仁がペイレスイメージズ株式会社を設立
- 2007年4月-「MAKUNOUCHI」ブランド リリース
- 2007年7月- ストックフォトの定額制サービスを開始
- 2011年9月- モデルを起用した撮影サービス「ペイレスプラス」オープン
- 2014年12月- マイクロストック大手、123RFとジョイントベンチャー契約を締結。写真・イラスト素材点数が3,300万点以上となる[2]。
- 2015年12月- 写真・イラスト素材点数が5,000万点以上となる。
- 2020年1月- 写真・イラスト素材点数が1億点以上となる。
- 2020年8月- 本社オフィスを目黒区から渋谷区へ移転

## ペイレスイメージズについて
- 登録クリエイターによってアップロードされた写真・イラスト素材をインターネット経由で販売。
- 広告やウェブサイトで使用される写真・イラスト素材をロイヤリティーフリーで販売している。
- 購入方法は単品、バリューパック、定額制サービスの3種類。